# Xã Buckeye, Quận Hardin, Iowa
Xã Buckeye (tiếng Anh: Buckeye Township) là một xã thuộc quận Hardin, tiểu bang Iowa, Hoa Kỳ. Năm 2010, dân số của xã này là 289 người.